# DAF Super City Train
 (août 2025).
Le DAF Super City Train est un bus conçu sur la base d’un camion DAF, auquel est attelé une remorque spécialement conçu pour pouvoir embarquer jusqu’à 450 passagers. Ce modèle, destiné exclusivement au marché africain, circule notamment à Kinshasa, en République démocratique du Congo, à partir de 1989.
Il détient, depuis sa construction en 1989, le titre de plus long bus du monde d’après le Livre Guinness des records.

## Description
Le DAF Super City Train est composé d’un camion DAF FT 2805, auquel est attelé une remorque spécialement aménagée pour le transport de passagers. Une première série de 13 exemplaires est mise en service à Kinshasa, suivi d’une seconde de 32 unités légèrement plus longue que la précédente. Dans sa version la plus imposante avec 2 remorques, le véhicule est capable d’embarquer 350 personnes, à raison de 170 assises et 180 debout. Toutefois, un record officieux de 600 passagers est évoque dans le journal West Africa en 1990.
L’ensemble est assemblé sur place par Chanimetal, un chantier naval de Kinshasa.